# Miłosz Stengel
Miłosz Emil Stengel (lub Sztengel, ur. ok. 1844, działał do 1877) – aktor i przedsiębiorca teatralny.

## Zarządzanie zespołami teatralnymi
W 1867 r. utworzył teatr prowincjonalny pod patronatem Juliusza Słowackiego. Wizerunek-apoteoza patrona została namalowana na kurtynie. Działalność teatru została zainaugurowana 16 marca 1867 przedstawieniem Mazepy. W tym samym roku wystawiono: Fantazego i Marię Stuart. W repertuarze znalazły się także dramaty innych twórców: W. Szekspira, V. Hugo, A. Fredry, J. Korzeniowskiego i Michała Bałuckiego. Zespół został utworzony w Stanisławowie, a występował w wielu miejscowościach, głównie na terenie Galicji (Brzeżany, Tarnopol, Lwów, Przemyśl, Jarosław, Tarnów, Bochnia, Wieliczka, Wadowice, Nowy Sącz, Jasło, Krosno, Łańcut). W 1868 r. wspólnie z Lechem Nowakowskim złożył podanie o koncesję na otwarcie drugiego teatru polskiego we Lwowie, otrzymał jednak odpowiedź odmowną. Następnie opuścił Galicję. Przez krótki okres w 1870 r. wspólnie z Lechem Nowakowskim prowadził stały teatr polski w Poznaniu, a następnie (po rozwiązaniu spółki) - teatr objazdowy, z którym występował m.in. w Gnieźnie, Wągrowcu, Inowrocławiu, Trzemesznie, Śremie, Gostyniu, Pleszewie, Ostrowie, Bydgoszczy, Toruniu, Chełmnie, Lubawie i Nowym Mieście. W 1871 r. rozwiązał zespół z powodu trudności finansowych i powrócił do Galicji. Dalsze jego losy są mało znane: wiadomo że próbował organizować przedstawienia teatralne w Tarnopolu. W 1877 utworzył we Lwowie teatr ogródkowy "Pod Sroką".

## Kariera aktorska
Jako aktor grywał role charakterystyczne, m.in. Miechodmucha (Krakowiacy i górale), Łykalskiego (Majster i czeladnik), Arona (Żydzi) i Pazurkiewicza (również Żydzi).